# Kallimachos (vojevůdce)
Kalimachos (kəˈlɪməkəs řecky † 490 př. n. l.) byl vojevůdce athénské armády v bitvě u Marathónu, která proběhla asi kolem roku 490 př. n. l. Podle Hérodota pocházel z okolí starověkého města Aphidna.
Během bitvy u Marathónu velel jako polemarch oslabenému středu athénské armády. Přestože tuto bitvu Řekové vyhráli, byl Kallimachos zabit během ústupu Peršanů, pronásledoval je totiž až na jejich lodě.